# Transfer umysłu

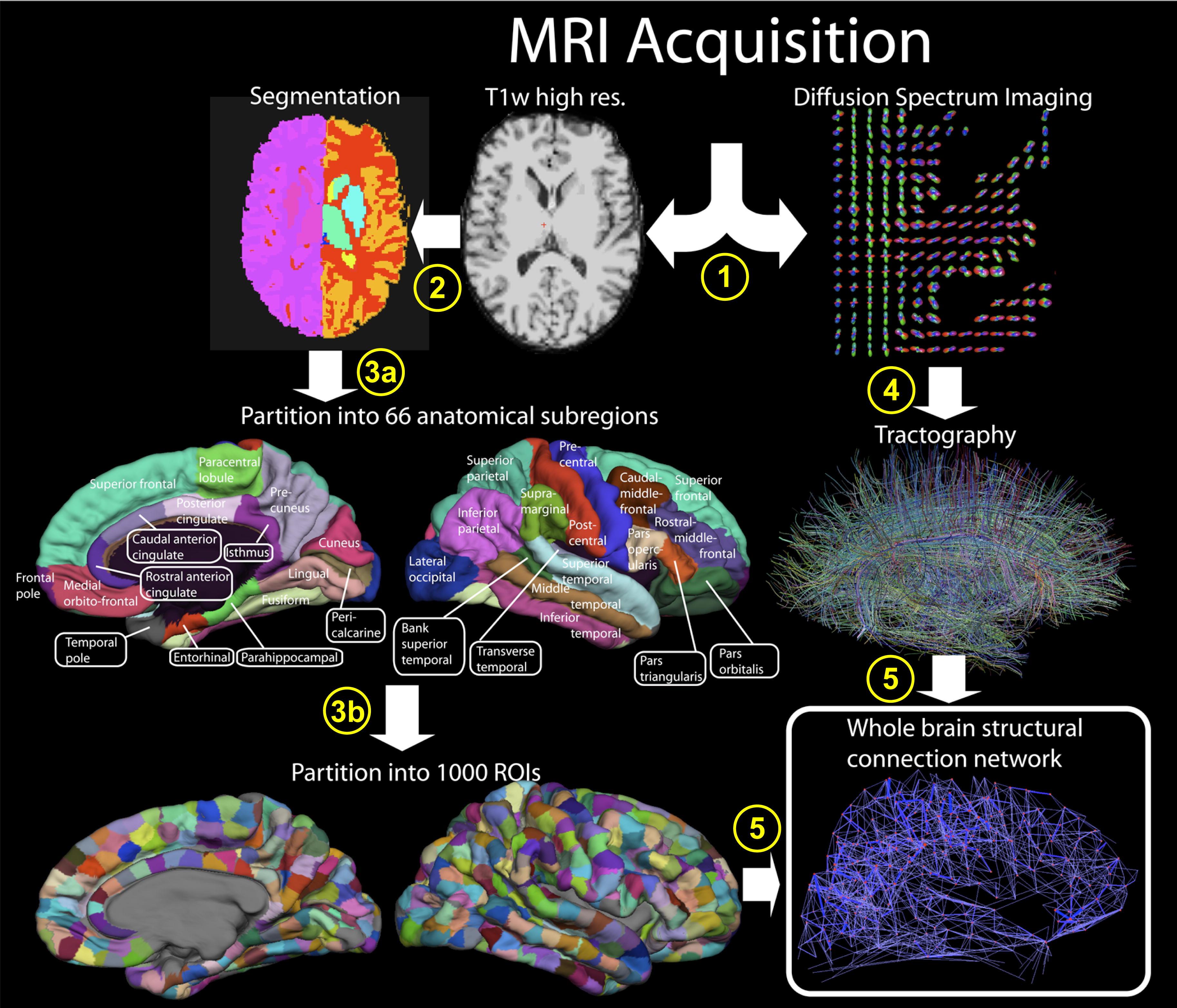
Badanie struktury połączeń w mózgu za pomocą MRI. Rozwój tej technologii może w przyszłości umożliwić odczytanie zawartości ludzkiego mózgu i emulowanie jego działania w komputerze.

Transfer umysłu, kopiowanie umysłu, emulacja mózgu – hipotetyczny proces skopiowania lub przeniesienia świadomości człowieka do komputera, poprzez precyzyjne zmapowanie wszystkich połączeń neuronalnych w mózgu i wierne odtworzenie ich działania w symulacji komputerowej. Symulacja taka mogłaby być częścią wirtualnej rzeczywistości, dostarczającej umysłowi bodźców i reagującej na jego zachowanie, bądź wchodzić w interakcję z rzeczywistym światem za pomocą zdalnie sterowanego robota lub biologicznego ciała.
Współczesna technologia nie umożliwia transferu umysłów, ale jest on rozważany przez futurologów jako cel, do którego dąży neuroinformatyka. Jest również analizowany jako jeden ze sposobów stworzenia sztucznej inteligencji oraz jako możliwość przedłużenia życia.
Opracowanie technologii transferowania umysłów miałoby drastyczne konsekwencje dla rozwoju ludzkości. W ciągu ostatnich lat wielu transhumanistów starało się przewidzieć konsekwencje społeczne takiego wydarzenia. Transfer umysłu jest również często wykorzystywanym motywem w fantastyce naukowej.

## Wstęp
Zgodnie ze współczesną wiedzą, umysł jest zjawiskiem emergentnym generowanym przez wymianę informacji pomiędzy miliardami neuronów w ludzkim mózgu. Potwierdzają to zarówno przypadki zmiany świadomości w wyniku uszkodzenia mózgu, wpływ substancji chemicznych na świadomość, jak i badanie aktywności mózgu.
Mózg człowieka zawiera 15–33 miliardów neuronów, z których każdy może mieć do 10 tysięcy połączeń synaptycznych. Pobudzenie każdego neuronu powoduje, że z jego synaps uwalniane są cząsteczki neuroprzekaźników, pochłaniane przez receptory na dendrytach innych neuronów. W pracy mózgu duże znaczenie mają też komórki glejowe, których liczba jest szacowana na 50–65 miliardów.
Informatycy i neurobiolodzy spodziewają się, że w przyszłości moc obliczeniowa komputerów umożliwi symulowanie działania ludzkiego mózgu w pamięci komputera, co powinno spowodować pojawienie się w tej symulacji umysłu analogicznego z ludzkim. Opinię taką wyrazili między innymi Christof Koch, Giulio Tononi, Douglas Hofstadter, Jeff Hawkins, Marvin Minsky, Randal A. Koene i Rodolfo Llinas. Henry Markram, kierujący Blue Brain Project oszacował, że ilość informacji potrzebnych do odtworzenia funkcjonalności ludzkiego mózgu w pamięci komputera wynosi 500 petabajtów, a moc obliczeniowa potrzebna do symulowania go w czasie rzeczywistym wynosi 1 EFLOPS. Największe istniejące superkomputery mają już takie możliwości. Według Raya Kurzweila komputery osobiste umożliwiające emulowanie ludzkiego umysłu zostaną wyprodukowane przed 2050 rokiem. Dla przykładu, wydajność procesora Intel i7-3630QM z września 2012 roku wynosi 147.2 GFLOPS, natomiast wydajność najszybszego superkomputera z roku 1993, Intel Paragon XP/S 140 wynosiła 143.4 GFLOPS. Tak więc wystarczyło 19 lat aby procesor za 378$ przegonił wydajnością najszybszy superkomputer.

## Potencjalne zastosowania

### Nieśmiertelność
Jeśli umysł człowieka można by było przenieść z biologicznego ciała do komputera, jego istnienie nie byłoby ograniczone maksymalną długością życia człowieka. Dodatkowo transfer umysłu mógłby zostać wykorzystany do utworzenia kopii zapasowych, zabezpieczając się przed ryzykiem śmierci w wyniku zdarzeń losowych. Taka technologia umożliwiłaby więc praktyczną nieśmiertelność, choć istnieją uzasadnione wątpliwości, czy przeniesiony umysł byłby nadal danym człowiekiem, czy tylko nieśmiertelną jego kopią.

### Przyspieszenie
Symulacja komputerowa mózgu człowieka potencjalnie mogłaby działać wielokrotnie szybciej niż ludzki mózg. Neurony w ludzkim mózgu przesyłają informacje maksymalnie z prędkością około 150 metrów na sekundę, podczas gdy światłowody mogą je przesyłać z prędkością światła, około 2 miliony razy szybciej. Podobnie neurony mogą być pobudzane maksymalnie 200 do 1000 razy na sekundę, podczas gdy współczesne procesory wykonują kilka miliardów cykli na sekundę. Eliezer Yudkowsky z Singularity Institute for Artificial Intelligence oszacował, że jeśli możliwe byłoby przeprowadzenie symulacji ludzkiego mózgu w maszynie o podobnej wielkości i działającej w podobnej temperaturze jak ciało człowieka, ta symulacja mogłaby działać milion razy szybciej niż biologiczny mózg, doświadczając około roku subiektywnego czasu w ciągu 31 sekund.
Maszyna taka musiałaby jednak emulować każdy z kilkudziesięciu miliardów neuronów w osobnej jednostce obliczeniowej, połączonej bezpośrednio z kilkoma tysiącami innych jednostek obliczeniowych. Dla porównania, jeden z największych istniejących superkomputerów w 2013 roku, Sequoia, posiada około 1,5 miliona jednostek obliczeniowych (rdzeni procesora). Przy takiej architekturze emulacja sieci neuronowej też jest możliwa, ale ze względu na konieczność symulowania wielu neuronów na jednym rdzeniu prędkość tej symulacji jest o wiele mniejsza. Ponadto dużym ograniczeniem jest wydajność przesyłania informacji pomiędzy rdzeniami. Współczesna technologia umożliwia jednak symulowanie mózgów małych ssaków.

### Loty kosmiczne
Transfer umysłu może potencjalnie ułatwić podróże kosmiczne na kilka sposobów. Po pierwsze, przechowanie umysłów w niestarzejących się maszynach może umożliwić dowolnie długie loty kosmiczne, w czasie których załoga nie doświadcza upływu czasu i nie starzeje się. Po drugie, przechowywane w ten sposób umysły nie będą wymagały pożywienia i tlenu na długą podróż, jak również mogą zajmować o wiele mniej miejsca niż biologiczni ludzie. Dzięki temu pojazd kosmiczny mógłby być mniejszy i zabierać więcej pasażerów. Po trzecie, pojazd taki mógłby wytrzymywać o wiele większe przeciążenia niż wytrzymuje ludzkie ciało, co umożliwiłoby efektywniejsze przyspieszanie i hamowanie. Po czwarte, transfer umysłu mógłby zostać wykorzystany do przesyłania całych umysłów w postaci informacji cyfrowej z prędkością światła, za pomocą fal radiowych bądź lasera, między nadajnikiem i odbiornikiem umieszczonymi nawet w międzygwiezdnych odległościach. Z punktu widzenia podróżującego taka podróż byłaby natychmiastowa.

### Zwielokrotnienie umysłu
Transfer umysłu potencjalnie mógłby umożliwić utworzenie kilku kopii umysłu, działających jednocześnie. Każda z tych kopii istniałaby jako osobny umysł, istniejący niezależnie od pozostałych i posiadający wspólne wspomnienia z pozostałymi. W literaturze fantastycznonaukowej pojawia się również koncepcja potencjalnego scalenia takich kopii powtórnie w jeden umysł, posiadający wspomnienia wszystkich kopii.

## Wymagane technologie

### Stworzenie modelu

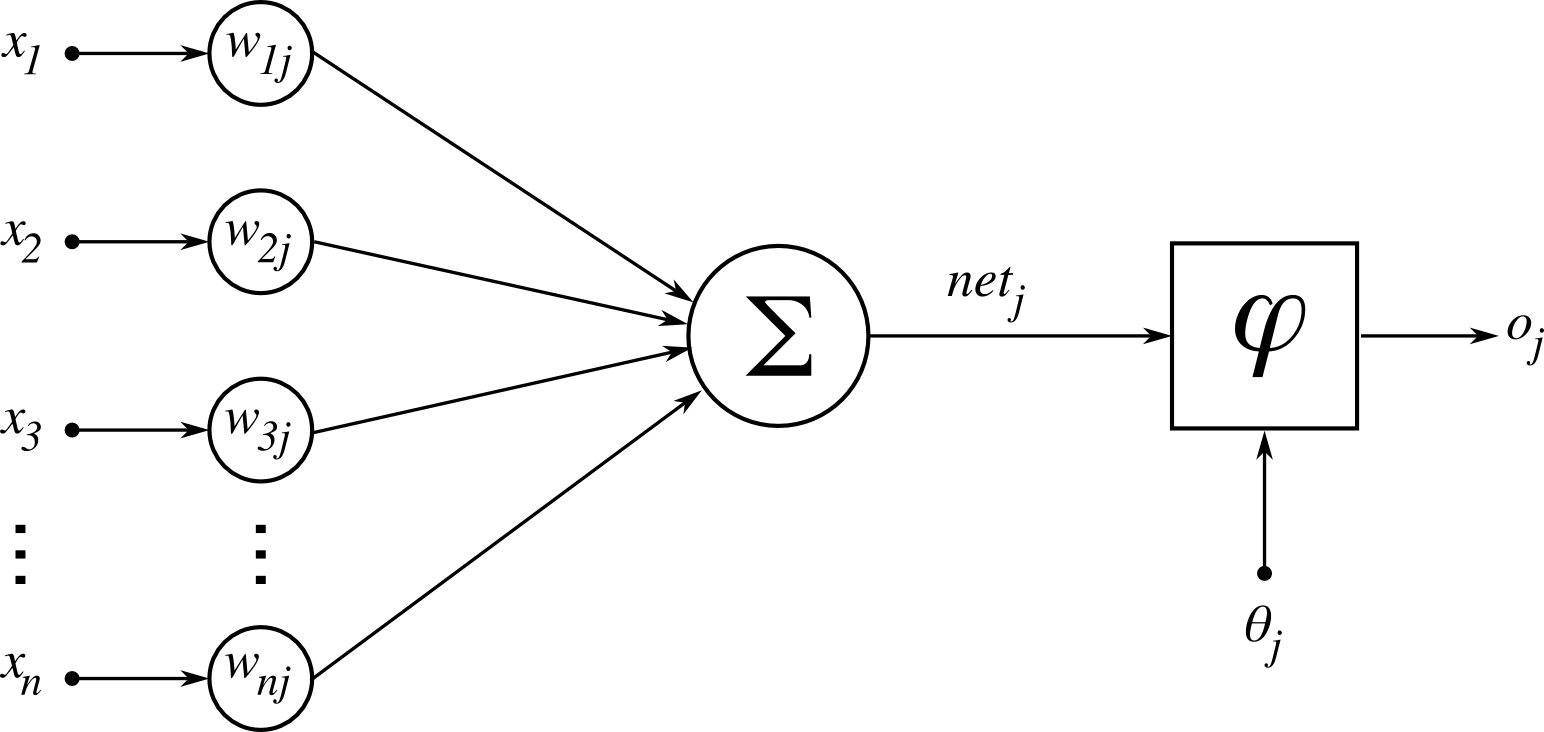
Prosty model neuronu: sumowanie sygnałów oraz nieliniowa funkcja.

Metaboliczny model neuronu: ruch jonów przez kanały jonowe zmienia potencjał czynnościowy w aksonie.

Sztuczna inteligencja to dziedzina obejmująca badanie wysokopoziomowych funkcji umysłu i próby odtworzenia ich za pomocą komputerów. Transfer umysłu postuluje odwrotne podejście: zamiast tworzyć formalny model całego umysłu, stworzyć niskopoziomową emulację działania mózgu, aby odtworzyć wszystkie jego funkcje bez potrzeby ich rozumienia. W analogii informatycznej odpowiada to przetłumaczeniu kodu źródłowego na inny język, zamiast odtwarzania działania programu przy użyciu inżynierii wstecznej.
Działanie ludzkiego mózgu opiera się na wymianie sygnałów pomiędzy neuronami. Współczesna wiedza nie pozwala jednak rozstrzygnąć, jak dokładnie trzeba odwzorować to działanie, żeby uzyskać funkcjonalność identyczną z mózgiem. Najprostsze modele zakładają modelowanie neuronów jako prostych procesorów sygnałowych, sumujących sygnały na wejściu i aplikujących do uzyskanego wyniku jakąś nieliniową funkcję. Bardziej zaawansowane modele uwzględniają zależności czasowe między sygnałami i czas przemieszczania się tych sygnałów przez sieć (SNN). Jeszcze bardziej zaawansowane modele uwzględniają również metabolizm neuronów, w tym wpływ hormonów i innych substancji chemicznych na ich działanie, współpracę z komórkami glejowymi, oraz powstawanie i znikanie połączeń pomiędzy neuronami umożliwiające istnienie pamięci długotrwałej.
Każdy kolejny element modelu zwiększa wymagania na moc obliczeniową dla emulacji. Teoretycznie, dla działania mózgu istotne może być nawet położenie wszystkich cząsteczek chemicznych w neuronach i kwantowe oddziaływania pomiędzy nimi. Konieczność symulowania tego poziomu złożoności uznawana jest jednak za mało prawdopodobną.

### Możliwości komputerów

Moc obliczeniowa komputerów rośnie w sposób wykładniczy, podwajając się co około 14 miesięcy.

Większość proponowanych modeli ludzkiego mózgu ma zbyt dużą złożoność, aby można ją było emulować przy wykorzystaniu współczesnej technologii. Futurolodzy wskazują jednak na prawo Moore’a, zgodnie z którym możliwości komputerów podwajają się co około 24 miesięcy. Taki trend dla mocy obliczeniowej superkomputerów utrzymuje się przynajmniej od 1993 roku. Jeśli utrzyma się przez kolejne lata, emulowanie przy użyciu kolejnych modeli stanie się możliwe w kolejnych dziesięcioleciach.
Poniższa tabela przedstawia szacowania mocy obliczeniowej i roku w którym będzie ona dostępna dla wybranych modeli:
| Szczegółowość modelu            | Moc obliczeniowa (FLOPS) | Pamięć (TB) | Rok w którym będzie dostępna (na superkomputerze za million $) |
| Sieć analogowa                  | 1015                     | 102         | 2008                                                           |
| Sieć wyładowań (SNN)            | 1018                     | 104         | 2019                                                           |
| Elektrofizjologia neuronów      | 1022                     | 104         | 2033                                                           |
| Metabolomika                    | 1025                     | 106         | 2044                                                           |
| Proteomika                      | 1026                     | 107         | 2048                                                           |
| Stany kompleksów białkowych     | 1027                     | 108         | 2052                                                           |
| Położenie kompleksów białkowych | 1030                     | 109         | 2063                                                           |
| Pojedyncze cząsteczki           | 1043                     | 1014        | 2111                                                           |

### Skanowanie mózgu
Aby skopiować konkretny umysł, konieczne jest zmapowanie wszystkich neuronów z odpowiednią dla danego modelu dokładnością. Współczesna technologia umożliwia destrukcyjne mapowanie połączeń synaptycznych poprzez pocięcie tkanki na cienkie plastry za pomocą ultra-mikrotomu, zeskanowanie ich za pomocą mikroskopu i połączenie skanów w trójwymiarowy obraz. Najdokładniejszy dotychczas wykonany tą techniką skan ludzkiego mózgu ma rozdzielczość 20 μm i zajmuje około 1 TB. Aby uzyskać informacje o grubości połączeń między neuronami potrzebna byłaby rozdzielczość poniżej 1 μm. Taki obraz dla ludzkiego mózgu zajmowałby około 20000 TB i byłby wystarczający dla modeli mózgu nie uwzględniających wewnętrznego metabolizmu neuronów. Dodatkowo nie zawierałby aktualnego stanu wyładowań w neuronach, w którym między innymi zawarta jest pamięć krótkotrwała. Emulacja tak zeskanowanego mózgu prawdopodobnie nie posiadałaby więc pamięci wydarzeń bezpośrednio poprzedzających skanowanie.
Niedestrukcyjne mapowanie połączeń w mózgu jest możliwe za pomocą technik neuroobrazowania, w szczególności łączenia fMRI i MEG. Rozdzielczość tych technik nie jest obecnie wystarczająca do odtworzenia połączeń między poszczególnymi neuronami, ale szybki postęp w tych dziedzinach pozwala przypuszczać, że w przyszłych dziesięcioleciach może stać się to możliwe.
Techniką, która może umożliwić niedestrukcyjne mapowanie z dokładnością do pojedynczych neuronów jest optogenetyka. Zmodyfikowane genetycznie komórki nerwowe, zawierające fluorescencyjne barwniki aktywujące się w odpowiedzi na zmianę koncentracji jonów, umożliwiają obserwowanie ich pracy za pomocą mikroskopów w czasie rzeczywistym. W 2013 roku zobrazowano w ten sposób pracę 80% ze 100 000 neuronów rozwijającej się larwy danio pręgowanego z rozdzielczością 1,3 sekundy.

## Dotychczasowe badania
Dotychczas nie stworzono funkcjonalnego modelu ludzkiego mózgu, ale powstało kilka funkcjonalnych modeli mózgów mniejszych zwierząt. Stworzono również wiele modeli sieci neuronowych nie wzorowanych na prawdziwych układach nerwowych, ale odpowiadających im skalą i złożonością.

### Symulacja nicieniaC. elegans

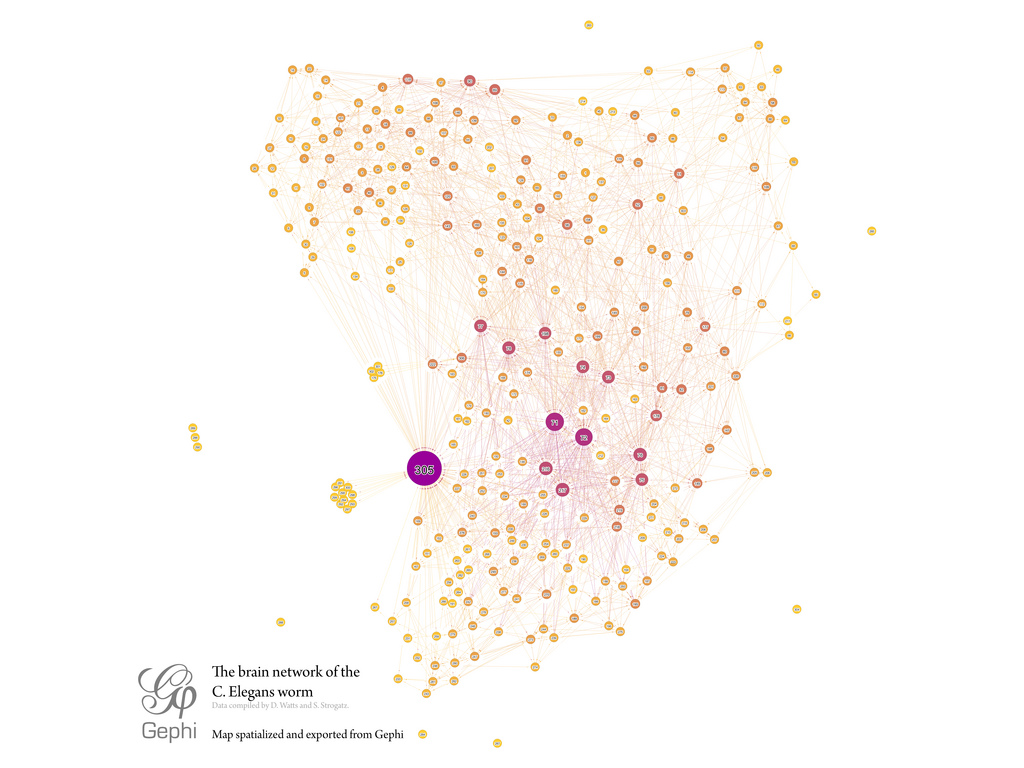
Struktura układu nerwowego nicienia C. elegans, składającego się z 302 neuronów i 5000 synaps.

W 1985 roku została odtworzona mapa połączeń w układzie nerwowym nicienia C. elegans. W 1993 roku przeprowadzono częściową symulację jej działania. W kolejnych latach powstało kilka modeli łączących tę sieć z symulacją działania mięśni C. elegans w prostym otoczeniu. Działanie tej sieci i sposób w jaki generuje ona zaskakująco różnorodne zachowania nicienia, jest jednak wciąż słabo zrozumiane.

### Symulacja mózgu muszki owocowej
W 2010 roku stworzono i zasymulowano model mózgu muszki owocowej, stworzony z uwzględnieniem działania poszczególnych genów w poszczególnych partiach mózgu.

### Symulacja mózgu szczura
Blue Brain Project rozpoczęty w 2005 roku miał na celu odtworzenie działania mózgu ssaków za pomocą inżynierii wstecznej. Pierwszym etapem, ukończonym w 2006 roku, była symulacja pojedynczej kolumny neuronalnej mózgu szczura, zawierającej około 10000 neuronów i około miliona synaps. W 2011 roku, za pomocą superkomputera Blue Gene/P o mocy 56 TFLOPS stworzono symulację obwodu zawierającego 100 kolumn neuronalnych. Symulacja ta zawierała około miliona neuronów i około miliarda połączeń neuronalnych. Odpowiada to skali mózgu pszczoły. W 2014 planowane było stworzenie symulacji całego mózgu szczura (około 100 razy większej).

### Symulacja mózgu człowieka
Henry Markram, kierujący projektem Blue Brain, szacuje że osiągnięcie skali ludzkiego mózgu wymaga komputera o pamięci 500 petabajtów. Aby umożliwić osiągnięcie tej skali, powołał Human Brain Project, który w styczniu 2013 roku został wybrany jako Europejski Projekt Flagowy i w latach 2014–2020 uzyskał 1 miliarda Euro dofinansowania.
W Stanach Zjednoczonych w 2013 roku zainicjowano projekt Brain Activity Map, który miał w ciągu 10 lat umożliwić poznanie kompletnego ludzkiego konektomu. Projekt jest wzorowany na projekcie poznania ludzkiego genomu, w który w latach 1990–2000 zainwestowano 3,8 miliarda dolarów.

### Sztuczne mózgi
Niezależnie od prób symulowania rzeczywistych mózgów, powstają coraz większe symulacje sztucznych sieci neuronowych o coraz większych skalach. Symulacje te nie odpowiadają funkcjom mózgów zwierząt, ale umożliwiają testowanie technik potrzebnych do symulowania rzeczywistych sieci.
W 2007 stworzono symulację o skali odpowiadającej mózgowi myszy: 8 milionów neuronów posiadających do 6000 synaps. Jedna sekunda pracy sieci odpowiadała dziesięciu sekundom symulacji.
W 2009 stworzono symulację o skali odpowiadającej mózgowi kota: 1,6 miliarda neuronów i 9 bilionów synaps. Symulacja działała w tempie 1/83 rzeczywistej.
W 2012 stworzono symulację o skali odpowiadającej mózgowi małpy: 65 miliardów neuronów połączonych 16 bilionami synaps. Symulacja ta działała w tempie 388 razy wolniejszym od rzeczywistości. W tym samym roku powiększono jeszcze tę symulację przy użyciu superkomputera Sequoia do 530 miliardów neuronów i 137 bilionów synaps. Symulacja ta działała w tempie 1542 razy wolniejszym od rzeczywistości.

## Konsekwencje
Pojawienie się technologii umożliwiającej transfer umysłu jest w ostatnich latach analizowane przez wielu futurologów i transhumanistów, starających się przewidzieć związane z nią nowe możliwości i zagrożenia.

### Kwestia tożsamości i praw
Kwestia zależności umysłu od ciała była rozważana przez filozofów już od czasów starożytnych. Jednym z problemów pojawiających się przy kopiowaniu umysłu jest kwestia tego, czy skopiowany umysł jest „tym samym” umysłem, czy nowym umysłem posiadającym tylko pamięć poprzedniego. Ten problem jest wariantem problemu statku Tezeusza, odnoszącego się również do innych obiektów. W przypadku umysłu rodzi jednak dodatkowe problemy prawne: Czy skopiowany umysł posiada wszystkie prawa i obowiązki, które miał oryginał? Czy stanowi nową osobowość prawną? Co się dzieje ze zobowiązaniami i umowami osoby, która dokonała transferu? Czy osoba której transferu dokonano, ale kopia nie została uruchomiona przez długi czas, powinna zostać uznana za martwą? Te wszystkie kwestie powinny zostać rozważone.

### Możliwość wielokrotnego kopiowania
Większość proponowanych technik skanowania mózgu jest destrukcyjna, ale powstała cyfrowa kopia może być już powielana w dowolnej liczbie egzemplarzy. Pojawienie się dużej ilości takich kopii umożliwiłoby olbrzymi wzrost gospodarczy. Wielokrotne kopiowanie specjalistów o największym umiejętnościach sprawiłoby, że dostępność specjalistów i naukowców przestałaby być ograniczeniem dla rozwoju gospodarki i nauki, co mogłoby doprowadzić w krótkim czasie do technologicznej osobliwości. Jednocześnie drastycznie zmieniłaby się rola ludzi w społeczeństwie. Współczesne społeczeństwa oparte są na założeniu, że wychowanie i wykształcenie człowieka trwa wiele lat. Możliwość błyskawicznego kopiowania obywateli, ograniczona jedynie dostępnością mocy obliczeniowej, uniemożliwiłaby zagwarantowanie wszystkim jakichkolwiek minimalnych dochodów. Dodatkowo nieograniczona dostępność specjalistów we wszystkich dziedzinach podważyłaby sensowność edukowania kolejnych pokoleń, a możliwość wielokrotnego kopiowania się najbogatszych obywateli podważyłaby założenia demokracji.

### Możliwość modyfikowania umysłu
Cyfrowa kopia umysłu mogłaby być modyfikowana o wiele łatwiej niż biologiczny mózg. W szczególności możliwe byłoby tworzenie kopii zapasowych dla bezpieczeństwa. Otwierałoby to możliwość dowolnego eksperymentowania na tych umysłach i wycofywania potencjalnie niebezpiecznych zmian poprzez powrót do kopii zapasowej. Mogłoby to prowadzić do znacznego rozwoju wiedzy o umyśle i opracowaniu technik zwiększania jego możliwości. Jednocześnie rodziłoby problemy związane z etycznym traktowaniem kopii, które potem mają zostać skasowane. Dodatkowo odtwarzanie z kopii zapasowej wymagałoby odpowiedniego traktowania zobowiązań i relacji które nawiązała taka kopia, a których pamięć nie zachowała się po odtworzeniu z kopii zapasowej.

## Transfer umysłu w fantastyce naukowej
Idea przenoszenia umysłów do pamięci komputera pojawiła się w dziełach SF krótko po pojawieniu się pierwszych komputerów, w latach 50. XX wieku. Pierwszymi autorami, którzy ją wykorzystywali byli Frederik Pohl (The Tunnel Under The World, 1955), Stanisław Lem (Dzienniki gwiazdowe, 1957), Isaac Asimov (The Last Question, 1956) i Arthur C. Clarke (The City and the Stars, 1956). W pierwszych latach transfer umysłu był przedstawiany jako droga do uniknięcia śmierci i osiągnięcia nieśmiertelności. W późniejszych latach pojawiły się książki poruszające temat praw posiadanych przez skopiowane umysły (Robert Silverberg To Live Again, 1969), możliwości powrotu do biologicznego ciała (Janusz A. Zajdel, Ten piękny dzień, 1975), transferowania tylko części umysłu i składania umysłów z części różnych umysłów (Michael Berlyn, The Integrated Man, 1980), tworzenia kopii własnego umysłu, uruchamiania emulacji w tempie innym niż rzeczywisty i relacji pomiędzy oryginałem a jego kopiami (Greg Egan, Miasto Permutacji, 2007), jak również scalania kopii w jeden umysł i możliwości swobodnego edytowania siebie samych przez cyfrowe umysły (Jacek Dukaj, Perfekcyjna niedoskonałość, 2004). Umysły w postaci cyfrowej są przez autorów SF często łączone z ideą sztucznej inteligencji, z rzeczywistością wirtualną oraz z pojęciem duszy.